# Cranbury
Cranbury – jednostka osadnicza  w hrabstwie Middlesex w stanie New Jersey w USA. Według danych z 2010 roku Cranford zamieszkiwało ponad 2 tys. osób.